# Дърводелски тезгях
Дърводелският тезгях е основeн инструмент на дърводелеца.

## Конструкция
Тезгяха се състои от дебела (над 50 мм.) работна повърхност, изработена от твърдо дърво, в повечето случаи обикновен бук. Този работен плот е поставен върху много здрава и тежка основа, която може да поеме без проблеми силите, които се получават при рендосването с ренде.
Дърводелският тезгях се отличава от нормалната работна маса основно поради наличието на възможности за затягане на обработваните детайли със специални дърводелски стяги. От лявата страна се намира предната стяга и от дясната страна задната стяга.
Тези стяги при дърводелския тезгях са изработени изцяло от дърво. При по-съвремените модели дървените стягащи страни се закрепват с трапецовидна или плоска винтова двойка с водещи направляващи изработени от стомана. Целта е да се постигне равномерно притискане по цялата повърхност на стягата.
Със задната стяга могат да се закрепват детайли (включително и дълги) върху повърхността на тезгяха и да се обработват с прилагането на големи усилия.
Рязането с трион или дялането никога не се извършват директно върху работната повърхност на тезгяха. За да се предпазват работните повърхнини на тезгяха се използват междинни подложки. Един добре поддържан тезгях може да се запази в добро състояние и използва стотици години. Това, което е необходимо е от време на време да се извършва поддръжка с консервиращо масло.
|  | Тази страница частично или изцяло представлява превод на страницата Hobelbank в Уикипедия на немски. Оригиналният текст, както и този превод, са защитени от Лиценза „Криейтив Комънс – Признание – Споделяне на споделеното“, а за съдържание, създадено преди юни 2009 година – от Лиценза за свободна документация на ГНУ. Прегледайте историята на редакциите на оригиналната страница, както и на преводната страница, за да видите списъка на съавторите. ВАЖНО: Този шаблон се отнася единствено до авторските права върху съдържанието на статията. Добавянето му не отменя изискването да се посочват конкретни източници на твърденията, които да бъдат благонадеждни. |